# Trần Thạc Chân
Trần Thạc Chân (giản thể: 陈硕真; phồn thể: 陳碩真; ? - 653), là thủ lĩnh khởi nghĩa nông dân vào đầu thời Đường Cao Tông. Khi khởi nghĩa, Trần Thạc Chân xưng hiệu Văn Giai hoàng đế, và được xem là nữ Hoàng đế thứ hai trong lịch sử Trung Quốc, sau Bắc Ngụy Thương Đế.

## Thân thế
Trần Thạc Chân còn có tên là Trần Thạc Trinh (陳碩貞), quê ở Mục châu, nay thuộc trấn Tử Đồng, huyện Thuần An, địa cấp thị Hàng Châu, tỉnh Chiết Giang.

## Khởi nghĩa
Năm 653, thời Đường Cao Tông, Trần Thạc Chân nổi dậy ở Mục châu, tụ tập hơn vạn người, xưng hiệu Văn Giai hoàng đế (文佳皇帝), phong thân thích Chương Thúc Dận (章叔胤) làm Bộc dạ. Người Thanh Khê là Đồng Văn Bảo (童文寶) hưởng ứng. Triều đình nhà Đường chấn động.
Tháng 10 năm 653, Trần Thạc Chân cử Chương Thúc Dận dẫn quân chiếm Đồng Lư, còn bản thân dẫn quân đánh chiếm huyện Tiềm. Nghĩa quân tiến công Hấp châu, lâu ngày không hạ được.
Đường Cao Tông sai thứ sử Dương châu Phòng Nhân Dụ mang quân trấn áp. Cùng thời gian này, nghĩa quân do Đồng Văn Bảo chỉ huy tấn công Vụ châu. Thứ sử Vụ châu Thôi Nghĩa Huyền dùng Tư công tham quân Thôi Huyền Tịch làm tiên phong, đánh bại quân khởi nghĩa ở Hoài Thú. Đêm hôm đó, có sao băng rơi vào doanh trại của nghĩa quân, Thôi Nghĩa Huyền liền phao tin rằng: "Dấu hiệu quân giặc diệt vong đấy" (Thử tặc diệt chi chinh dã). Quân triều đình thừa cơ tiến công, nghĩa quân đầu hàng tới tới hàng vạn người.
Tháng 11 năm 653, Phòng Nhân Dụ cùng Thôi Nghĩa Huyền hội quân, tấn công Mục châu, Trần Thạc Chân bị bắt, xử tru, khởi nghĩa thất bại.